# Marinilla
Marinilla es un municipio colombiano ubicado en el departamento de Antioquia y es uno de los 9 municipios que conforman el altiplano del oriente. Limita por el norte con el municipio de San Vicente, por el este con El Peñol, por el sur con El Santuario y por el oeste con los municipios de El Carmen de Viboral y Rionegro. Se sitúa a 47 kilómetros de Medellín.
Es conocida como «la Esparta colombiana», debido a que, durante la Independencia, los hijos de Marinilla protagonizaron y lideraron diferentes batallas. Hoy Marinilla se ha convertido en un gran centro cultural de Antioquia y de Colombia, es tierra de historias, de guitarras y goza de una gran belleza natural. Es patrimonio y monumento nacional declarado por el decreto 264 del 12 de febrero de 1963.

## Historia
Tradicionalmente se ha señalado el año de 1690 como fecha de fundación de Marinilla, a la cual se le concedió el título de Villa el 21 de noviembre de 1787 mediante Real Cédula del Rey Carlos III.
Los documentos más convincentes, que provienen de las crónicas españolas de los años de la Conquista, sugieren que alrededor de 1540 el Capitán Jorge Robledo, por entonces explorando el Valle de Aburrá, envió una comisión soldadesca para explorar los territorios de lo que hoy constituye Marinilla. Años más tarde, otros conquistadores españoles, entre ellos el capitán Francisco Núñez Pedroso, fundador de Mariquita, y Francisco Martínez Ospina, a quien se atribuye la fundación de Nuestra Señora de los Remedios, llegaron hasta las montañas del oriente de Antioquia, pasando por donde hoy está Marinilla.
Muchas décadas transcurrieron hasta que en 1709 empezó a formarse en la localización de la actual población un pequeño caserío dependiente del poblado circundante de Remedios. Poco después esta nueva aldea, que inicialmente recibió el nombre de San José de la Marinilla, se convirtió por disposiciones del gobierno en una viceparroquia perteneciente al curato de Rionegro. Según los datos disponibles, los fundadores de Marinilla fueron Juan Duque de Estrada, proveniente de Mariquita, y Francisco Manzueto Giraldo, proveniente de Santiago de Arma. El 31 de enero de 1752, la viceparroquia de Marinilla se elevó a la categoría de Parroquia, mediante autorización del Obispo de Popayán y por decreto del Virrey José Alfonso Pizarro. Aislada en medio de la selva, Marinilla, al igual que la mayor parte de las ciudades de Antioquia en esta época, tuvo una vida sin mayores acontecimientos históricos durante los días de la Colonia. 
Cuando la lucha por la Independencia de Colombia llegó a Marinilla, el pueblo se destacó por ser una de las primeras poblaciones en ofrecer soldados para la cruzada emancipadora. Cuando el General José María Córdova llegó a Marinilla por primera vez, encontró formado un batallón que marchó inmediatamente con él a las batallas libradas en la guerra de independencia. La disposición del pueblo para formar soldados que combatieran junto a la campaña libertadora de Simón Bolívar, y en particular, a la campaña de José María Córdova, dio lugar a que el pueblo se le conociera como la Esparta Colombiana.

## Generalidades
Marinilla es un centro cultural del oriente antioqueño. Su cabecera se ubica aproximadamente a 40 minutos de la ciudad de Medellín, tiene 31 barrios y el mismo número de veredas, entre las cuales se encuentran: La Peña, Belén, Chochó Mayo, San José, Yarumos, La Milagrosa y Montañita. El municipio no cuenta con aeropuerto alguno y no posee vías fluviales. La principal arteria de comunicación del municipio es la autopista Medellín-Bogotá y la vía que conduce hacia el municipio de El Peñol. Marinilla tiene vías pavimentadas que conectan las veredas del municipio, además la zona urbana cuenta con un sistema de vías peatonales y calles pavimentadas. Marinilla es también un pueblo altamente religioso y conservador en sus tradiciones, donde los diferentes artes y oficios se mantienen por generaciones.

## Geografía

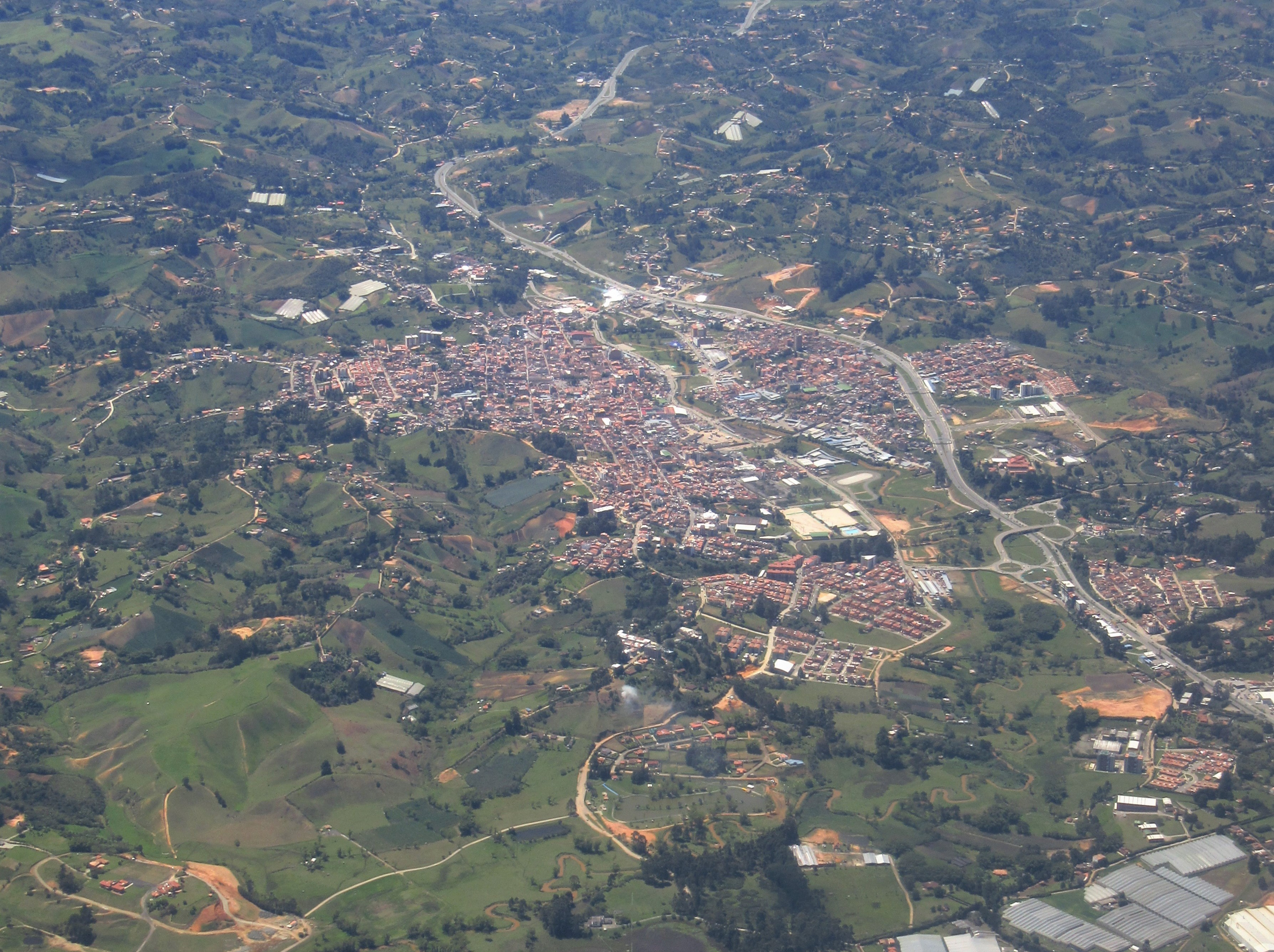
Vista aérea del casco urbano.

El Municipio de Marinilla se encuentra ubicado a 6°10´32" de latitud Norte y a 75°25´17" de longitud oeste en la región centro andina colombiana al este de la ciudad de Medellín. Tiene una extensión de 118 km², de los cuales 5 corresponden al piso térmico medio y 110 al piso térmico frío. Las alturas oscilan entre los 1.900 y 2.400 m s. n. m. . Su cabecera municipal dista 47 km de Medellín.
El Municipio de Marinilla hace parte de la región del oriente antioqueño, conformado por 26 municipios con un área de 8.109 km², que corresponden al 13% del territorio del Departamento y con 750.000 habitantes que equivalen al 14% de la población de Antioquia. Marinilla ocupa el 6.3% del territorio del oriente antioqueño y el tercer lugar en área cultivada del mismo.

## Educación
En Marinilla existen varios colegios públicos tanto en la zona urbana como en la zona rural. Muchos de estos colegios son rurales y se localizan en las veredas más grandes del municipio. También hay escuelas y colegios en la zona urbana que se especializan en formación técnica y comercial. Marinilla tiene una cobertura educativa que ronda alrededor del 95.54% y cuenta con más de 11.800 estudiantes en los diferentes colegios públicos y privados de la zonas urbanas y rurales.

## Demografía

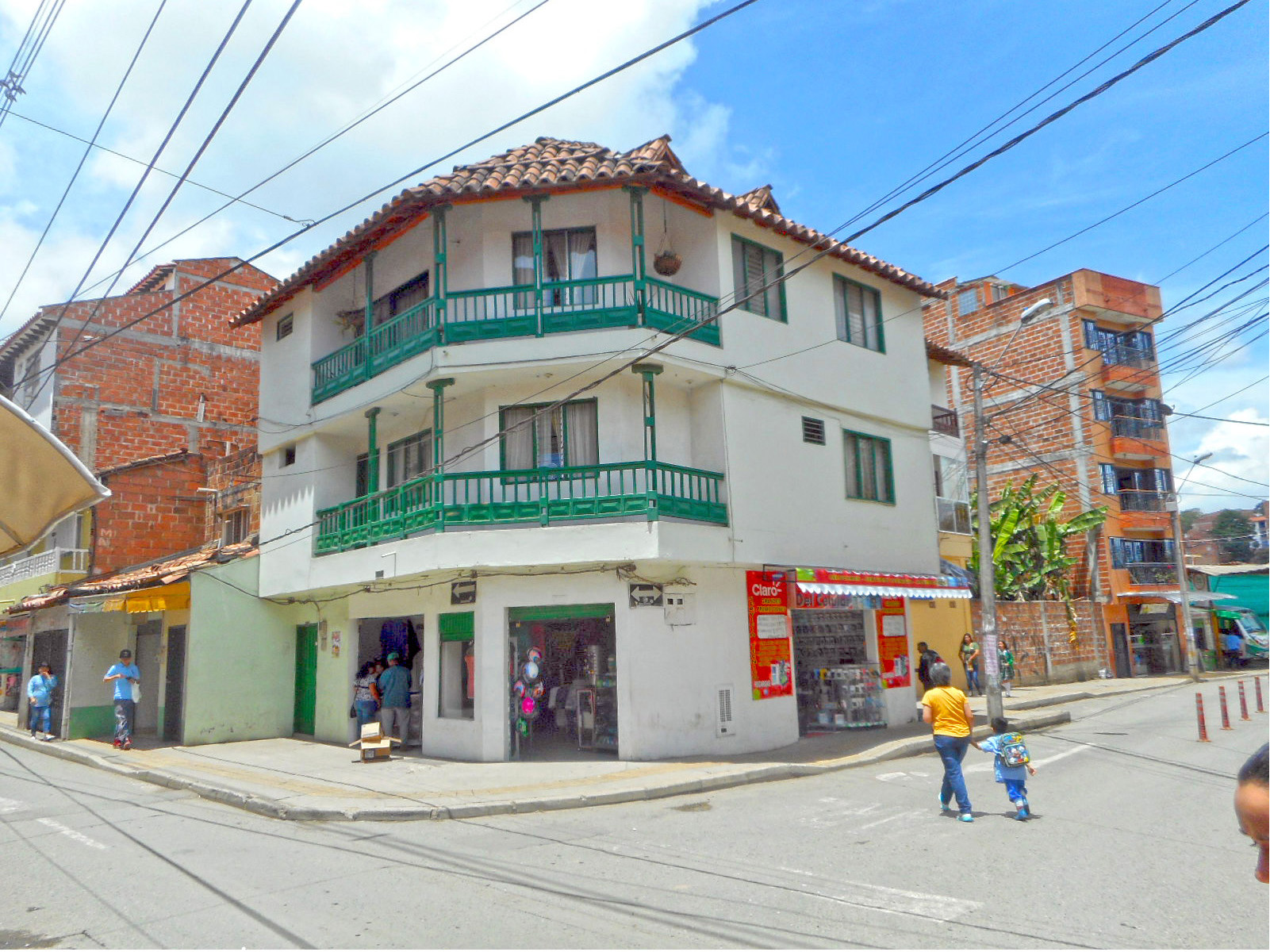
Casa tradicional.

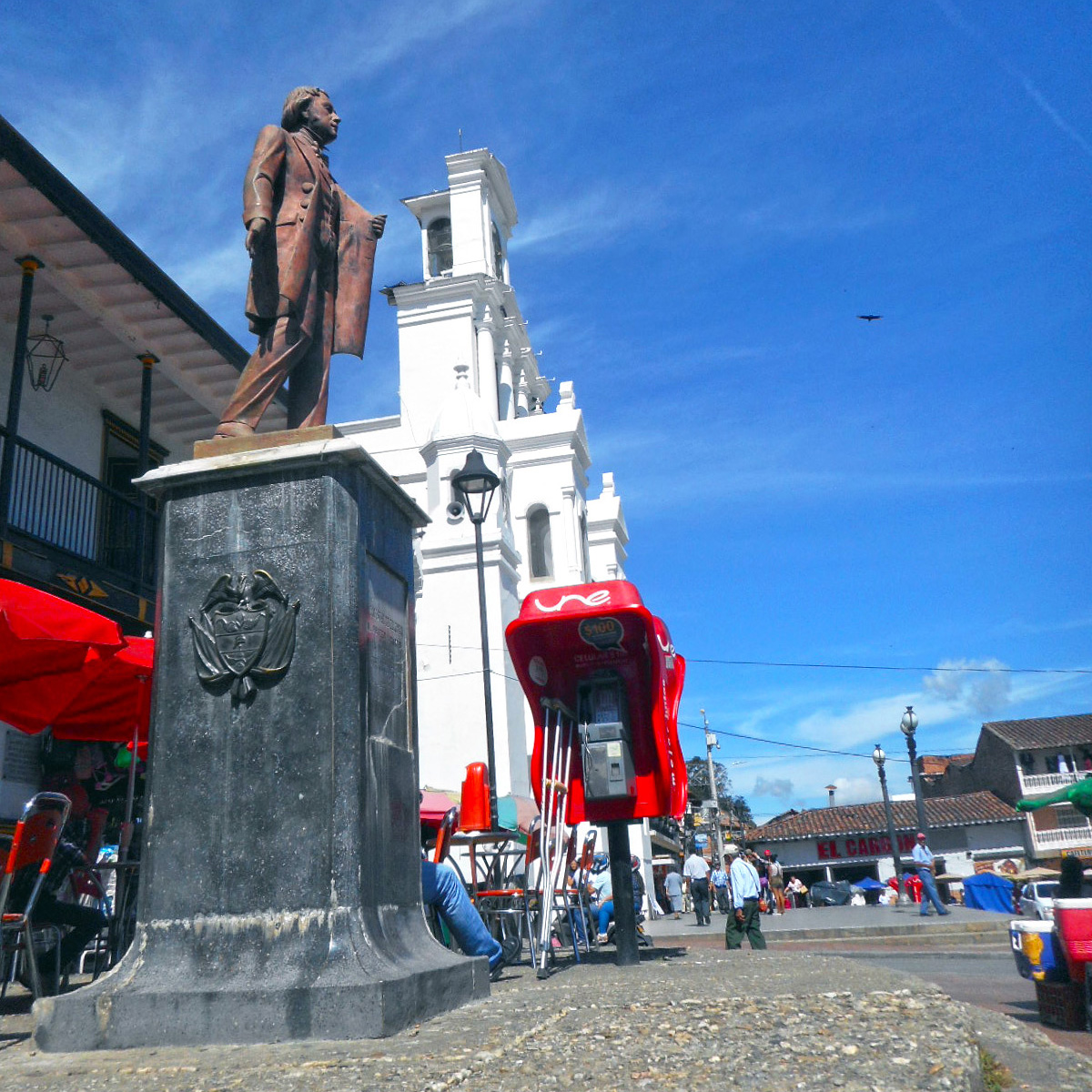
Monumento e iglesia en la plaza.

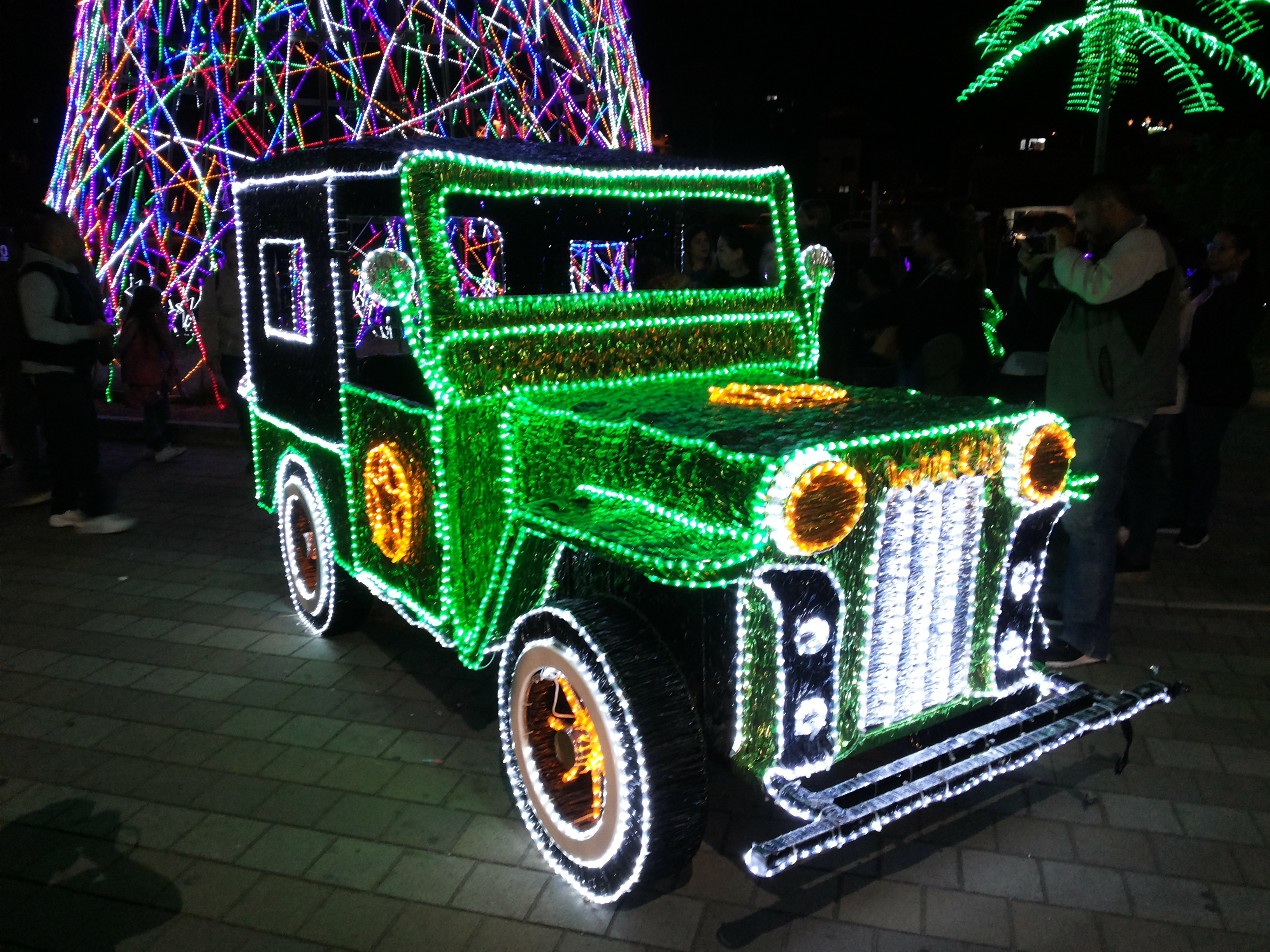
Alumbrado durante las fiestas decembrinas

Marinilla tiene una población de 64 645 habitantes según el censo de 2018. Su población urbana es de 44 230 habitantes, y la rural de 20 415. La tasa de alfabetización es del 93.3 %. Los mestizos y los blancos constituyen el 99,7 de la población y los negros y afrodescendientes, el 0,3.

## Economía
Se basa en el comercio,  el turismo y la agricultura. Los principales cultivos son de cabuya, maíz, hortalizas, fríjol, tomate de aliño y la mora. Entre las veredas con más altos valores de actividad ganadera y agrícola se encuentran: Salto Arriba, Salto Abajo, Llanadas, La Asunción y La Esperanza. El 40% de la economía municipal depende del sector primario, otro 40% del sector secundario y un 20% de la pequeña y mediana industria. El pueblo de Marinilla tradicionalmente fabrica guitarras, lo cual es una de las identidades propias del municipio.

## Gastronomía
- Especialidades: Arepas de queso y de chócolo, además de una gran variedad de sancochos y bandejas.
- Preparación típica de la Cocina tradicional paisa.
- Son famosas sus preparaciones de panadería como pandeyucas y pandebonos.

## Sitios de interés
- Iglesia de Nuestra Señora de la Asunción, de estilo Romano, la cual fue rediseñada por Charles Émile Carré, el mismo arquitecto que diseñó la Catedral de Medellín.
- Capilla de Jesús Nazareno. Fue construida entre 1752 y 1760 aproximadamente. Es monumento Nacional
- Iglesia de María Auxiliadora
- Capilla de la Sagrada Familia
- Museo del Cristo, que cuenta con una colección de 2587 cristos, cruces y crucifijos donados por el maestro Roberto Hoyos Castaño.
- Museo Histórico y Arqueológico
- Casa de la cultura Berenice Gómez Acevedo
- Puente Cascajo en la vía Marinilla-Rionegro
- Seminario del Colegio Corazonista
- Varias fábricas de instrumentos de cuerda
- Monumento a Simón Bolívar
- Centro cultural Parque Internacional de Arte PIA
- Plaza de los mártires

### Destinos ecológicos
- Cañón de la vereda El Pozo
- La cuchilla de Los Cedros
- Parque Lineal de la Quebrada Marinilla
- Caminatas por la vereda de Rionegro
- Granjas agroecológicas

## Fiestas y ferias
- Feria agroecológica de Marinilla la cual es conocida como una muestra de los productos agrícolas en el oriente antioqueño.
- Festival de Música Religiosa en Semana Santa, en el mes de marzo o abril.
- Festival de la música andina colombiana en noviembre.
- Semana del Teatro.
- Festival del Teatro Infantil.
- Encuentros de Bandas Marciales y Musicales.
- Fiestas Populares o también llamadas "Fiestas de la vaca en la torre", que se celebran durante los primeros días del mes de enero de cada año.